# グレナーサー男爵
グレナーサー男爵(英:Baron Glenarthur）は、 英国の男爵、貴族。連合王国貴族爵位。
爵位名は初代男爵の父で商人ジェイムズ・アーサーの姓と母で慈善家ジェイン・グレン(1827-1907)の姓にちなむ。

## 歴史
アーサー家は初代男爵の父ジェイムズ・アーサーの頃よりグラスゴーの商人を業とする一族である。
その息子で実業家のマシュー・アーサー(1852-1928)が1903年1月10日に(エア州カーラングの)准男爵(baronet, of Carlung in the County of Ayr)、ついで1918年6月27日にエア州カーラングのグレナーサー男爵(Baron Glenarthur of Carlung in the County of Ayr)に叙された。
そのひ孫にあたる第4代男爵サイモンは、サッチャー政権において外務・英連邦担当大臣や内務政務次官を歴任したほか、1999年貴族院法制定以降も貴族院に籍を置く92人の世襲貴族の一人である。
現当主である4代男爵はキンカーディンシャー州、バンハリー(Banchory)に居住している。

## グレナーサー男爵(1918)
- 初代グレナーサー男爵マシュー・アーサー (1852–1928)
- 第2代グレナーサー男爵ジェイムズ・セシル・アーサー(1883–1942)
- 第3代グレナーサー男爵マシュー・アーサー (1909–1976)
- 第4代グレナーサー男爵サイモン・マーク・アーサー (1944-)

法定推定相続人は現当主の息子であるエドワード・アレクサンダー・アーサー (1973-)。

### 註釈
1. ↑  彼は老舗百貨店ハウス・オブ・フレーザー創業者の1人であり、主にアパレル業を展開して身をなした。[3]
2. ↑  担当大臣という呼称だが、本邦の外務副大臣に相当する閣僚職である。